# Teleszkópos gáztározó

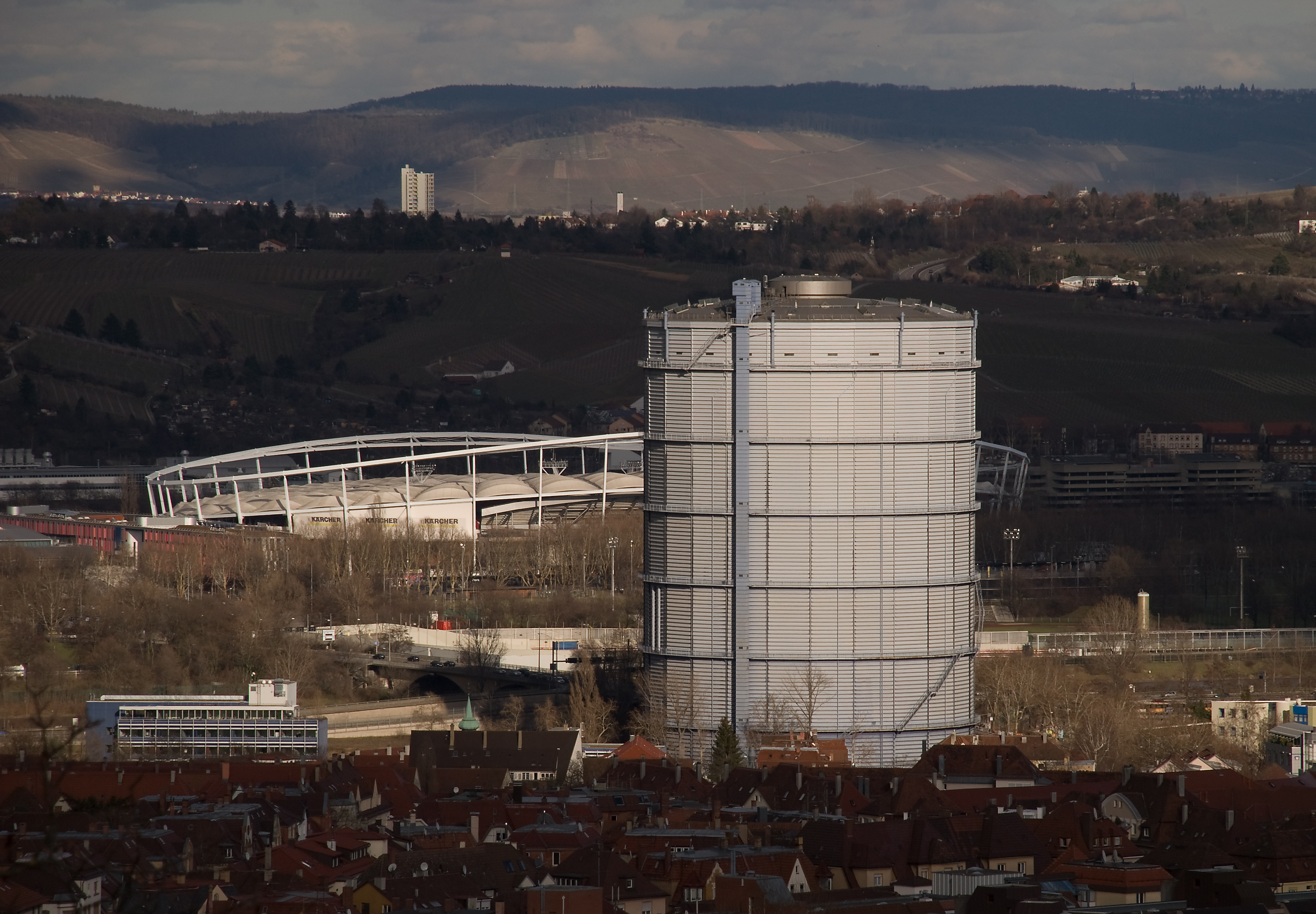
Gáztározó Stuttgartban

A teleszkópos gáztározó három vagy több, különböző méretű henger egymásba illesztve; a talajszinten a legnagyobb, majd a legfelül a legkisebb, aminek zárt a teteje. Ezek a hengerek egy betonteknőben foglalnak helyet, amiben valamennyi víz van. Ezt körbeveszi egy masszív vasszerkezet, amelyet jól látni a gazometer üres állapotában, ugyanis ekkor a hengerek egymásba roskadva foglalnak helyet a talajszinten. Amikor a gáztározót megtöltik gázzal teljesen, akkor a vasszerkezet tetejét eléri az utolsó zárt henger alakú tartály része. Nagyon látványos, de ma már nagyon ritkán látni, mert a városi gáz gyártását felszámolták.